# Joana d'Aragó i de Cardona
Joana d'Aragó i de Cardona (Sogorb, 1543 - Barcelona, 12 d'agost de 1608) va ser una noble aragonesa, IV Duquessa de Sogorb (1572-1608). Va ostentar, a més, molts altres títols, entre ells duquessa de Cardona, comtessa d'Empúries i de Prades, així com el de senyora de la Baronia d'Entença.

## Biografia
Era filla del duc Alfons d'Aragó i de la duquessa Joana de Cardona. Va casar-se amb un aristòcrata d'origen andalús, Diego Fernández de Córdoba, III marquès de Comares. Amb la mort del seu germà, Francesc Ramon, sense descendència masculina, es va extingir la branca masculina dels Aragó-Cardona, i Joana es va convertir la successora dels estats familiars. La successió va ser impugnada, sense èxit, per Galceran de Cardona, membre d'una branca masculina de la família, que reclamava per a si el ducat de Cardona, el marquesat de Pallars, el comtat de Prades i la baronia d'Entença. El procés va ser un dels més destacats de la Reial Audiència, finalment el 1603, el tribunal va donar la raó a Joana.
El 1605, la duquessa va transferir el comtat d'Empúries al seu net Enric, si bé va reservar-se'n la jurisdicció i les rendes. De fet, les seves rendes van estar intervingudes durant molt de temps per l'Audiència a causa dels seus deutes, una situació que, d'altra banda, era molt comuna entre els nobles castellans i aragonesos de l'època. El tribunal li va fixar cinc mil lliures anuals per a la seva subsistència i la resta anava destinat a satisfer els creditors. Joana va atribuir aquesta situació a la mala administració del seu patrimoni.
Joana va morir en una torre ubicada al pla de Barcelona el 12 d'agost de 1608. La successió va recaure directament al seu net Enric, que va ser el primer de la branca dels Fernández de Córdoba, en extingir-se totalment la branca masculina directa descendent de Ferran d'Antequera, a través dels comtes d'Empúries. No obstant això, el primogènit i hereu de Joana, Lluís Ramon, que va morir abans que la seva mare, sí que va ostentar durant uns anys, precisament com a hereu de la casa familiar, el títol de comte de Prades.

## Descendència
Del matrimoni amb Diego Fernández de Córdoba va tenir onze fills:
- Francesca (1557-1601)
- Joana (1557-1615) casada amb Antonio Fernández de Córdoba, V Duc de Sessa
- Maria (1559-1560)
- Guiomar (1561-1562)
- Anna (1563-1622) casada amb Beltrán de la Cueva, VI Duc d'Alburquerque
- Beatriu (1567-?)
- Lluís Ramon (1568-1596) X Comte de Prades
- Maria Anna (c.1567-?)
- Alfons (1568-1580)
- Maria Magdalena (1570-1601)

## Títols
Va ostentar els següents títols nobiliaris:
- Baronessa de la Conca d'Òdena
- Comtessa de Prades (1575-1587)
- Comtessa d'Empúries
- Duquessa de Cardona
- Senyora de la Baronia d'Entença
- Marquesa de Pallars
- Duquessa de Sogorb
- Vescomtessa de Vilamur